# Jonathan Ogden (cirurgião)
Jonathan Ogden (falecido em 1803) foi um cirurgião canadense e chefe de justiça de Terra Nova.
Nascido na Nova Escócia, Ogden foi enviado para São João em 1784 como cirurgião assistente da Marinha Real. Em 1794, foi nomeado magistrado de São João e, em 1798, como magistrado de toda a Terra Nova e vice-oficial da Marinha sob o comando de Richard Hatt Noble. Em 1802, Ogden foi nomeado Chefe de Justiça da Suprema Corte, cargo que renunciou no ano seguinte.